# Rashid Mahdi

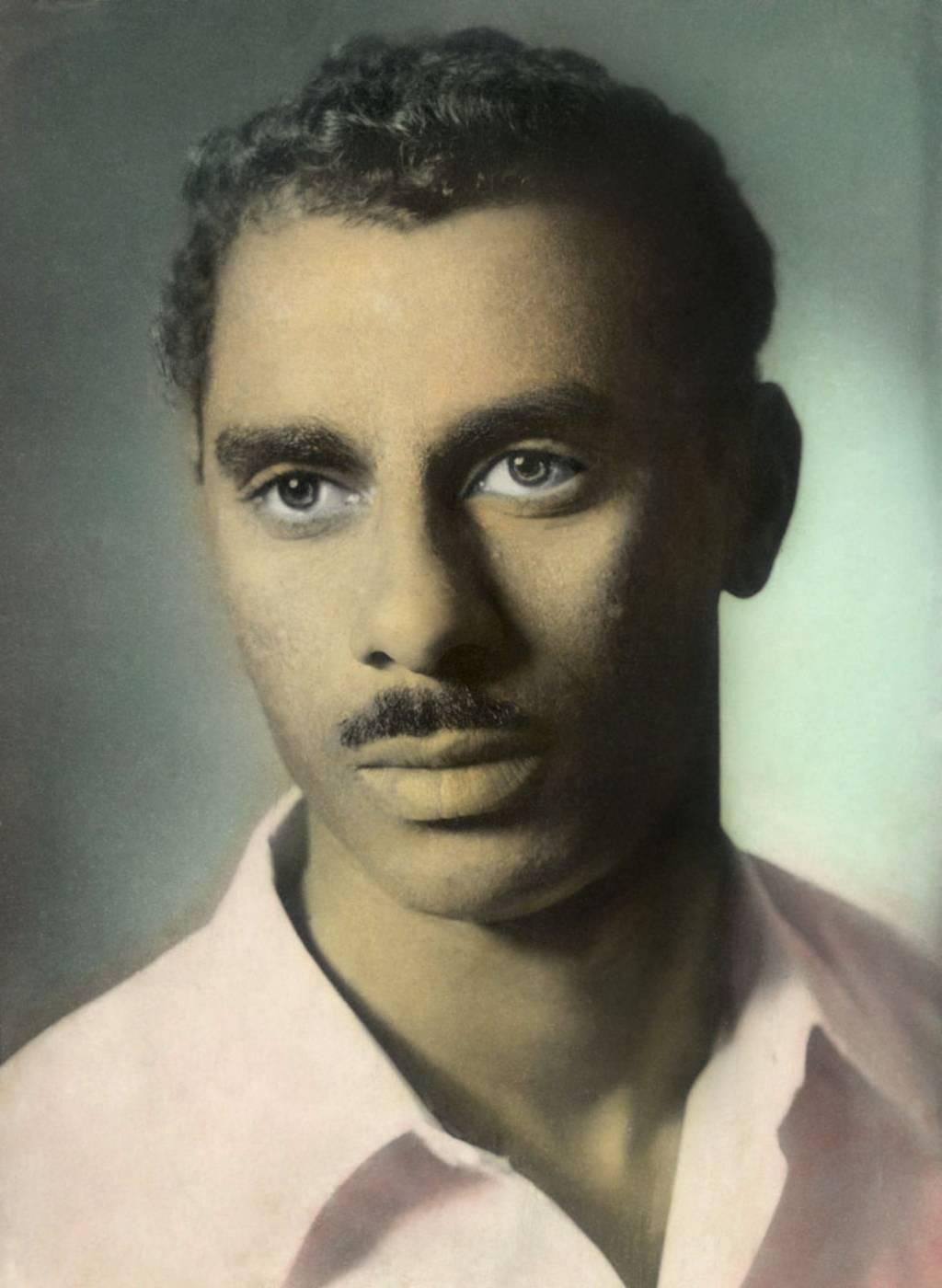
Portrét neznámého muže, 1960

Rashid Mahdi (1923–2008) byl súdánský fotograf, působící ve městě Atbara od 50. do 70. let 20. století. Francouzský fotograf a kurátor Claude Iverné, zakladatel velkého archivu fotografií věnovaného tomuto „zlatému věku“ fotografie v Súdánu, nazval Mahdiho „nepochybně nejsofistikovanějším a jedním z nejvýznamnějších afrických fotografů 20. století“.
Nejvýrazněji byly Mahdiho fotografie prezentovány na Rencontres africaines de la photographie v Bamaku v Mali v roce 2005, na jeho samostatné výstavě během veletrhu Paris Photo v roce 2011,  a také na retrospektivní výstavě v roce 2015 „Chartúmská škola: tvorba moderního uměleckého hnutí v Súdánu (1945 – současnost)“, kterou představila nadace Sharjah Art ze Spojených arabských emirátů. Jeho dílo je zastoupeno i ve sbírce Musée du quai Branly v Paříži.

## Biografie a umělecká kariéra

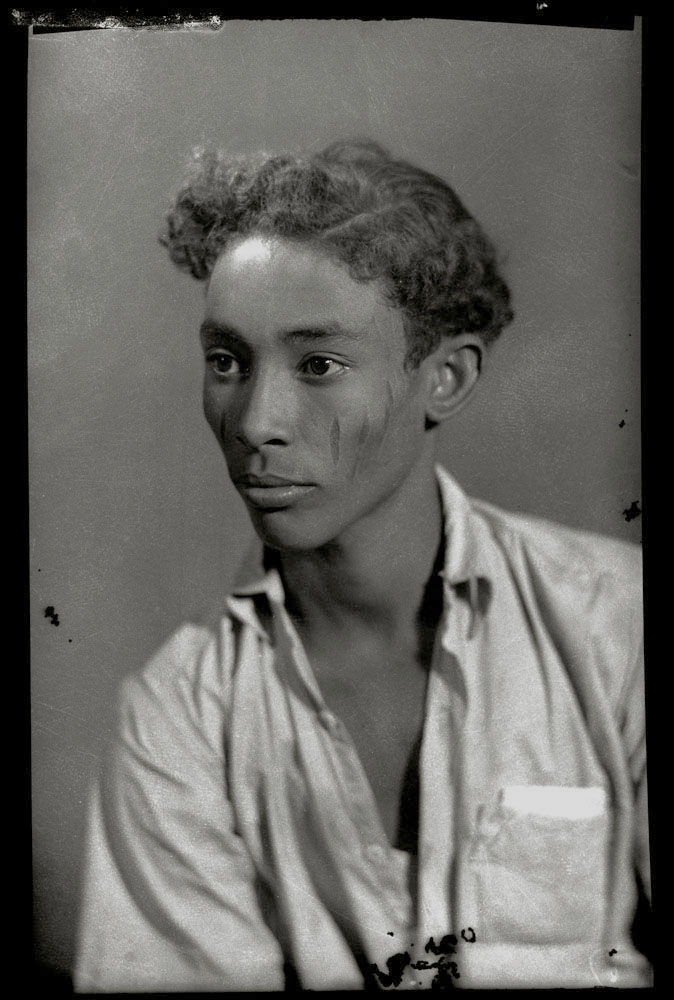
Muž se skarifikacemi

Zpočátku se Mahdi vyučil v oboru zpracování dřeva na technické škole v Omdurmánu a byl předurčen pracovat pro koloniální súdánské železnice. Nějakou dobu pracoval jako tesař, ale více ho přitahovala fotografie. Po ukončení studia si koupil svůj první fotoaparát od řeckého fotografa a naučil se své nové činnosti. Aby zlepšil své dovednosti, dopisoval si s firmou Kodak v Londýně a v roce 1957 byl pozván na návštěvu zastoupení Kodak v Káhiře v Egyptě.
Mahdi, který pracoval jako studiový fotograf od 50. do 70. let ve svém rodném městě Atbara, byl jedním z prvních súdánských fotografů. V roce 1957 otevřel Rashid Photo Studio a produkoval převážně portréty jednotlivců nebo skupin, jako jsou rodiny, vojáci nebo členové náboženských skupin. Postupem času se tyto snímky staly historickými dokumenty představujícími osobní vzhled a tehdejší módu. Mahdi dále zdokumentoval místní průmysl, politiku a hnutí v Atbara, centru súdánské železniční sítě, tamní odborové hnutí a aktivity súdánské komunistické strany. Pomocí stojanové fotografické kamery 18x24 cm pracoval Mahdi černobíle, ale některé své tisky také ručně koloroval, někdy také velké formáty.  Pro premiéru prvního celovečerního filmu v nezávislém Súdánu Hopes & Dreams ve venkovním Národním divadle Omdurman v roce 1970 v režii Ibrahima Mallassyho a s Mahdim jako kameramanem na jedné ze svých fotografií zdokumentoval velký počet diváků.
Po odchodu Rashida Mahdiho do důchodu převzal studio až do poloviny 90. let jeho syn Amin El Rashid (narozen 1945). Se svou sbírkou fotografií od 40. let 20. století se Rashid Studio stalo největším fotografickým archivem v zemi s více než čtyřmi miliony negativů. Velké množství z nich zveřejnil online dokumentární projekt Sudan Memory.

## Přijetí

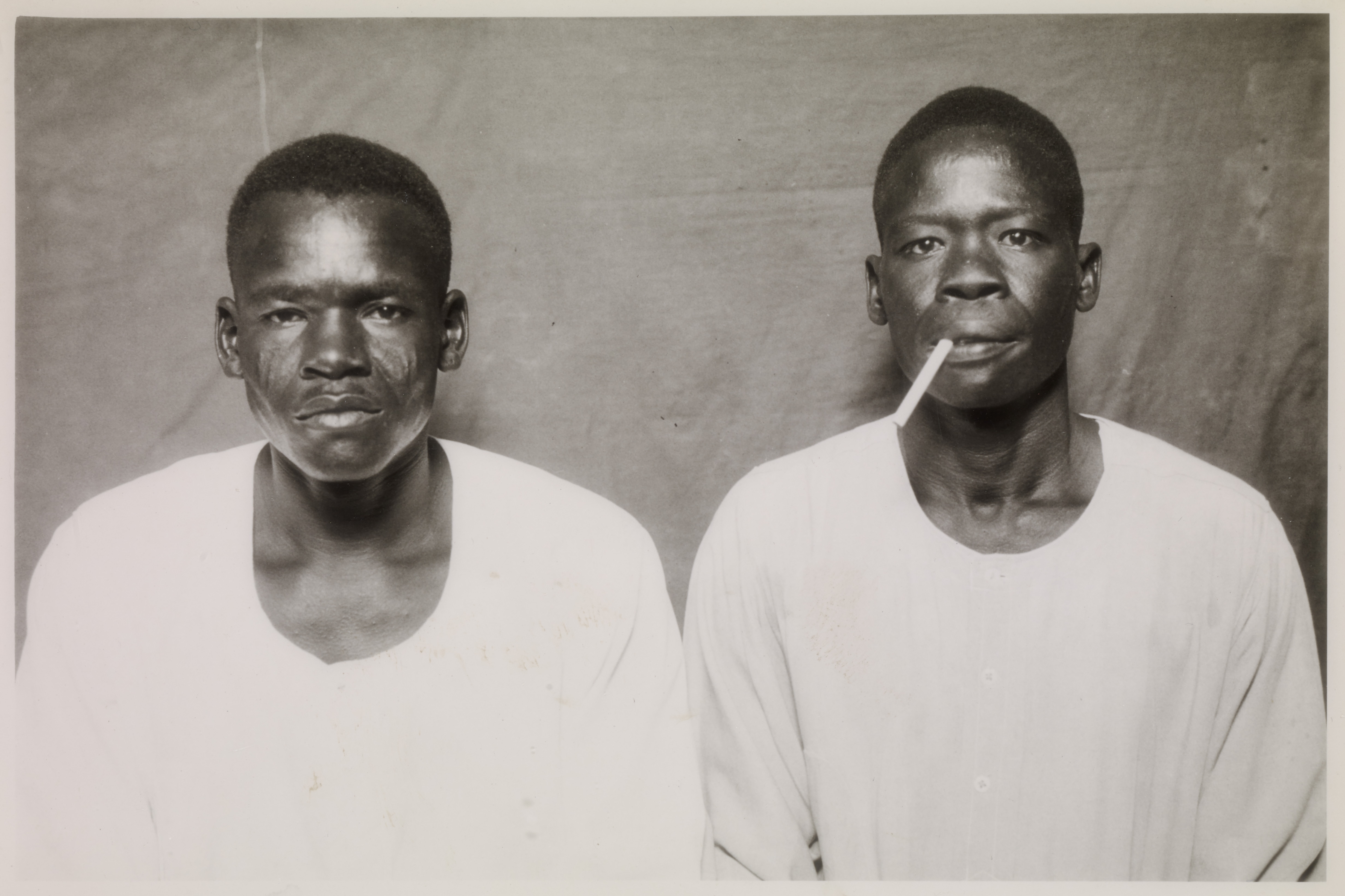
Portrét dvou mužů

U příležitosti jeho výstavy v Galerii Clémentine de la Ferronnière v Paříži, Francie, v rámci veletrhu Paris Photo v roce 2011, byla Mahdiho práce charakterizována jako „zdokonalování obrazu zásahem ve více fázích, a to jak na negativu, tak na tisk." Ve stejném roce francouzská online umělecká platforma TK-21 o Mahdiho díle napsala: „Mahdi velmi brzy zavedl protokol pro výrobu velkoformátových portrétů, který systematicky a pečlivě uplatňoval po celý svůj život. Od make-upu objektů až po nejpropracovanější světelné efekty zdokonaluje obraz tím, že v několika fázích zasahuje do negativu a poté do tisku. Jeho precizní a rafinované obrazy odhalují převážně buržoazní společnost Severu [Súdánu], která potvrzuje jeho nezávislost s nečekanou suverenitou.“
V akademické recenzi retrospektivní umělecké výstavy The Chartúm School: The Making of the Modern Art Movement in Sudan (1945–současnost) v Šardžá, Spojené arabské emiráty, 2017, autor píše o fotografii v Súdánu: „Výstava zdůrazňuje dílo dvou průkopnických mistrů-fotografů, Rashida Mahdiho a Gadally Gubary, jakož i dalších studiových fotografů, [...] v kontextu historických vazeb mezi fotografií, dekolonizací a sebereprezentací."
Francouzský fotograf Claude Iverné, který také vytvořil své vlastní fotografické příběhy Súdánu, charakterizoval fotografii Mahdiho a dalších fotografů v Súdánu 70. let jako „málo známé období ohromné svobody, kdy chodit do fotoateliéru bylo to jako jít do baru." Na své webové stránce, která tvrdí, že představuje sbírku asi 12 000 digitalizovaných snímků od roku 1890 do roku 2015, Iverné publikoval mnoho fotografií Rashida Mahdiho, a to jak v Iverného vlastní sbírce, tak i v Musée du quai Branly v Paříž. V rozhovoru o svém osobním vztahu k súdánským fotografům a jejich umělecké tvorbě Iverné uvedl následující: 
Počínaje rokem 1983 začaly po sobě jdoucí režimy prosazovat právo šaría. Slavné dny svobodného obrazu 70. let byly ještě více zkompromitovány vojenským převratem v roce 1989. Ti, kteří byli u moci, prosazovali rigidní formu islámu. Ukazovat tyto snímky na očích veřejnosti dostávalo fotografy do vážných problémů. Někteří z nich dokonce své dílo ničili. Jiní je ukryli lokálně ve špatných podmínkách. Tyto skryté poklady jsem objevil v zákulisích obchodů, na vlhkých, dusných a prašných místech.“
 Francouzský fotograf Claude Iverné, Discovering Sudanese Photography (Objevování súdánské fotografie)

## Výstavy
- Photographie Soudanaise, Usine Springcourt, Paříž, Francie, 2012
- Nadaný muž, Kulturní centrum Egypta, Paříž, Francie, 2011
- Lumières soudanaises, Rencontres photographiques du 10ème, Paříž, Francie, 2011
- Photographies Soudanaises, Galerie Clémentine de la Ferronnière, Paříž, Francie, 2011[17]
- Lumières Soudanaises, Flatteurville, Paříž, Francie 2011
- Nouvelles Africaines, Africultures, Confluences, Paříž, Francie, 2007
- Rencontres Photographiques, Fes, Morroco, 2006
- Jiný svět, La Centrale Electrique, Brusel, Belgie, 2006
- Šestá Africká fotografická setkání, Bamako, Mali, 2005